# آرثر دايفس
آرثر «آرت» دايفس (بالإنجليزية: Arthur Davis)‏ ولد وتوفي (14 يونيو 1905- 9 مايو 2000) كان رسام رسوم متحركة ومخرج في وارنر براذرز كارتونز.

## السيرة
عمل آرثر وهو صغير لدى ماكس فلايشر، ثم عمل لدى تشارلز منز ستوديو كرسام رسوم متحركة، ثم تتم ترقيته إلى مخرج ليبقى بها بعد تغير اسمها إلى سكرين جيمز عام 1940.
في 1942 غادر دايفس مع فرانك تاشلين للعمل لدى وارنر براذرز، عمل دايفس كرسام تحت قيادة تاشلين حتى 1946 عندما سلمت القيادة إلى روبرت مككمسون ليعمل معه في كارتون واحد. فقط عندما غادر بوب كلامبيت الاستوديو، تولى مككمسون قيادة وحدة كلامبيت ليتولى تاشلين وحدة مككمسون.
أخرج دايفس عدة عروض لووني تونز وميري ميلوديز ذات طابع مرح، على نسق يجمع بين أسلوبي كلامبيت ومككمسون، طريقته المميزة في تصميم الشخصية عائدة إلى خبرة دايفس كمخرج أيام عمله لدى سكرين جيمز، لسوء الحظ أغلقت وحدته بعد ثلاث سنوات في 1949 عندما عانت وارنر براذرز مشاكل في الموازنة المالية، ليعود دايفس رساما تحت قيادة فريز فريلينغ.

## السنوات الاخيرة
بعد ثلاثة عشر عام، يعود دايفس للإخراج في عرض كواكودايل تيرس بسبب كثرة مشاغل فريلينغ مع العروض الأخرى، هذا كان آخر عرض يخرجه في وارنر براذرز قبل إغلاق الاستوديو، لينتقل للعمل كرسام لدى والتر لانز برودكشنز. ثم ينتقل عام 1965 للعمل لدى هانا-باربيرا برودكشنز، ثم ينتقل إلى ديباتي-فريلينغ إنتربرايزس لإخراج عروض بينك بانتر وعدة عروض أخرى.

## روابط خارجية
- آرثر دايفس على موقع IMDb (الإنجليزية)
- آرثر دايفس على موقع ألو سيني (الفرنسية)
- آرثر دايفس على موقع أول موفي (الإنجليزية)
- آرثر دايفس على موقع قاعدة بيانات الأفلام السويدية (السويدية)
- آرثر دايفس على موقع قاعدة بيانات الفيلم (الإنجليزية)
- آرثر دايفس على موقع كينوبويسك (الروسية)